# Tristrophis venerata
Tristrophis venerata là một loài bướm đêm trong họ Geometridae.